# خلیل سلطان
میرزا خلیل یا خلیل سلطان تیموری (۸۱۴–۸۰۷ ق / ۱۴۱۱–۱۴۰۵ م) فرزند جلال‌الدین میران‌شاه و نوه امیر تیمور گورکانی معروف به تیمور لنگ، از سلاطین و امرای سلسله تیموریان بود. او پادشاهی کامران و خوشگذران بود که علی‌رغم نزاع بین پسران و نوه‌های تیمور بر سر تصاحب حکومت، از ۸۰۷ تا ۸۱۱ق بر جای وی بر بخشی از قلمروش حکمراند.

## روی کار آمدن
هرچند تیمور گورکان در وصیتی پیر محمد پسر میرزا جهانگیر را ولیعهد خویش کرد، در هنگام مرگ تیمور، او دور از پایتخت ـ یعنی سمرقند ـ و در حدود غزنین بود، از این رو به‌رغم علاقه‌ای که سرداران تیمور نسبت به اجرای واپسین خواست او نشان می‌دادند، مجالی برای اجرای این وصیت پیدا نشد. پیرمحمد، در قندهار بود و نتوانست به‌موقع به سمرقند برسد. برخی از امیران تیمور، به بهانهٔ عملی کردن نقشهٔ لشکرکشی تیمور به چین، خلیل سلطان را که در تاشکند بود، بر تخت نشاندند. به‌این ترتیب خلیل سلطان که برجای تیمور موقتاً حکومت می‌کرد حاضر به رها کردن حکومت نشد و دولت موقت را به یک دولت دائم مبدل کرد.
این امر نارضایتی را در بین سرداران و امیران تیموری پدیدآورد به‌طوری‌که بنا به دعوت آنها، شاهرخ پسر تیمور به سمرقند لشکر کشید. در همین زمان، درگیری و کشمکش میان مدعیان حکومت، یعنی پسران عمرشیخ (رستم، اسکندر، پیرمحمد و بایقَرا) و پسران میران‌شاه (عمر و ابابکر) آغاز شد. شاهرخ با اینکه بسیاری از امیران، همچون امیرشاه ملک و حاکمان محلی، از او حمایت می‌کردند، از درگیری مستقیم با افراد خاندانش اجتناب کرد و به سروسامان دادن هرات مشغول شد. به این ترتیب مصالحه‌ای در این بین انجام گرفت که کار به جنگ و نزاع نکشید. هرچند ناخرسندی امیران از سلطنت خلیل سلطان موقتاً خاتمه پیدا کرد؛ زیرا سلطنت او در واقع یک فرمانروایی نبود، بلکه یک عیاشی و خوش گذرانی پیوسته بود. طبیعی بود دوام این شیوه فرمانروایی که عاری از هر گونه مسئولیت است، غیرممکن خواهد بود. خصوصاً که محیط آن دوره، آشفته، ناآرام و پر از مدعیان سلطنت بود.

## عزل و حبس
میرزا خلیل، جوانی عاشق‌پیشه، شاعر، و لاابالی بود. او در سمرقند به عشق نوازنده‌ای به نام «شاد ملک» گرفتار شد که این عشق به حد جنون رسید. به‌طوری‌که با زنان تیمور که به عنوان حرم صاحبقران در دربار مورد احترام بودند، بد رفتاری پیشه کرد و امرای تیمور را هم که طرز زندگی او را نمی‌پسندیدند، از خود مأیوس و ناخشنود ساخت.
به زودی خلیل سلطان با مخالفت سایر امیرانِ قدرتمند تیمور، از جمله امیرشاه ملک و امیرشیخ نورالدین، و دیگر مدعیان حکومت روبرو شد. نخستین فرد از خاندان تیمور که مخالفت جدّی خود را با او آشکار کرد، سلطان حسین، نبیرهٔ دختری تیمور، والی ماورای سیحون بود اما نتوانست حمایت لشکریان را جلب کند و ناگزیر به شاهرخ پیوست و سپس در هرات به دستور او به قتل رسید. شاهرخ در هرات خود را وارث تخت پدر نامید و به سبب اقتدار و کفایتش توانست تا اندازه‌ای بر دیگر مدعیان چیره شود. پیرمحمد در شیراز، بر خلاف برادرانش، حمایتش را از شاهرخ که ناپدری اش نیز بود، اعلام کرد.
از طرفی در تبریز و اصفهان و شیراز و کرمان و سبزوار، به سبب بی‌کفایتی خلیل سلطان و درگیری مدعیان جانشینی، آشوب شده بود. خلیل سلطان پس از چهار سال حکومت در سمرقند و از بین بردن خزاین تیمور، گرفتار خدایداد حسینی، والی ماورای سیحون، شد. بالاخره خلیل سلطان به دست یکی از امیران خویش معزول و محبوس شد و خان کاشغر بر آن سرزمین حاکم شد. «۸۱۲ ق / ۱۴۰۹ م» شاهرخ در ۸۱۱ به ماوراءالنهر لشکر کشید، خدایداد را کشت و خلیل سلطان را پس از رهایی به ری فرستاد و سمرقند را به اُلُغ‌بیگ داد.

## درگذشت
شاهرخ به همین خاطر خلیل سلطان را به حکومت جبال (یا ری) فرستاد. به علاوه شاد ملک، معشوقه میرزا خلیل هم تنبیه و تبعید شد، که ظاهراً چندی بعد به خلیل سلطان پیوست. تا این که خلیل سلطان در حالی که در ری همچنان به خوشباشی و عیاشی سر می‌کرد در آن جا بیمار شد و عاقبت در سال ۸۱۴ ق / ۱۴۱۱ میلادی درگذشت. محبوبه وفادارش، شاد ملک، که در همان دقایق بر بالین او حاضر شده بود، در کنار پیکر بی جان خلیل، خود را با دشنه‌ای که در دست داشت هلاک کرد. سرانجام آن دو، به امر شاهرخ در همان شهر و در یک مقبره به خاک سپرده شدند.